# 张大磊

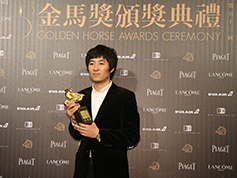
張大磊

张大磊（1982年—），内蒙古人，中国导演、编剧。

## 生平
2016年以导演处女作《八月》获得第53届金马奖最佳剧情片和最佳新演员奖，第二届“迷影精神奖”，以及中国电影导演协会2016年度表彰年度青年导演奖。他的第二部长片《藍色列車》，故事背景也是发生在1980、1990年代，地点则是中俄边境的小镇里。

## 作品

### 長片
- 2016年：《八月》
- 2020年：《藍色列車》

### 短片
- 2018年：《線索》,《黃桃罐頭之夜》
- 2019年：《法茲》
- 2020年：《下午過去了一半》
- 2022年：《我的朋友》

### 電視劇
- 2023年：《平原上的摩西》

### 電視電影
- 2012年：《奧琪爾的天空》